# شهرستان اوسکئولا (آیووا)
شهرستان اوسکئولا، آیووا (به انگلیسی: Osceola County, Iowa) شهرستانی در ایالات متحده آمریکا است که در آیووا واقع شده‌است.

## خصوصیات
شهرستان اوسکئولا ۱٬۰۳۳٫۴۱ کیلومترمربع مساحت دارد.